# Friedrich Thomas (Botaniker)

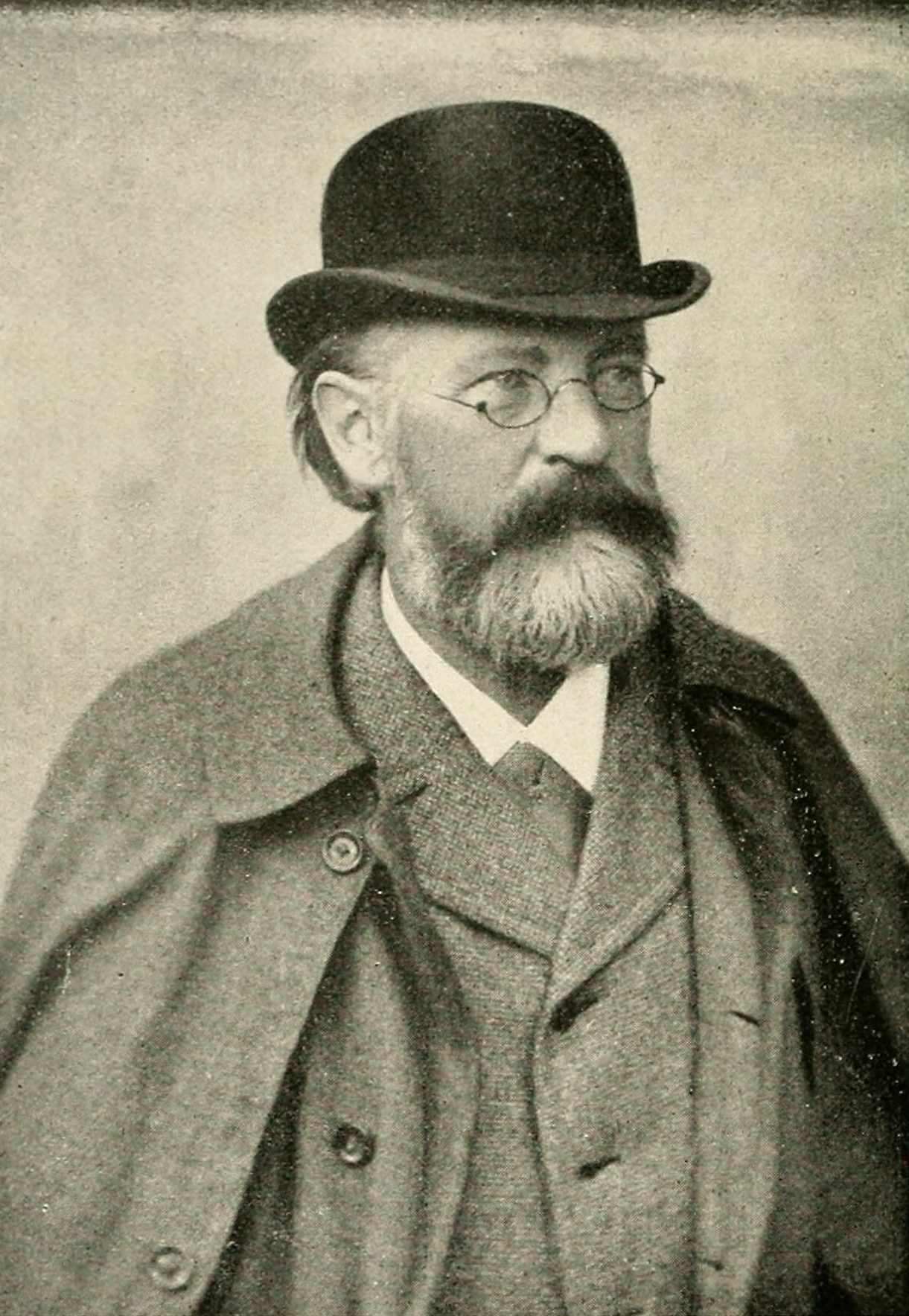
Friedrich Thomas

Friedrich August Wilhelm Thomas (* 22. November 1840 in Gotha; † 19. Dezember 1918 in Ohrdruf) war ein deutscher Botaniker.
Er zählt zusammen mit Ewald Heinrich Rübsaamen (1857–1919) und Diederich Hermann Reinhard Schlechtendal (1834–1916) zu den bedeutendsten deutschen Gallenforscher (Cecidologie) des späten 19. und frühen 20. Jahrhunderts. Thomas führte den Begriff „Cecidium“ in die Gallenforschung ein. Sein botanisches Autorenkürzel lautet „F.Thomas“.

## Leben
Friedrich Thomas war das jüngste Kind des Posamentiers Johann Christoph Thomas. Von 1850 bis Ostern 1858 besuchte er das Gymnasium Ernestinum Gotha und studierte anschließend Naturwissenschaften an der Universität Jena. Das Studium musste er wegen seiner schwachen Gesundheit aber bereits nach einem Semester unterbrechen und konnte es erst nach einem einjährigen Landurlaub wieder aufnehmen. Nach drei weiteren Semestern wechselte er für zwei Jahre an die Berliner Universität und erlangte daselbst am 11. Juli 1863 die Doktorwürde über den anatomischen Bau des Koniferenblattes. In Jena besuchte er Vorlesungen über Botanik bei Schleiden und in Berlin Vorlesungen bei Braun über Botanik, bei Peters über Zoologie und bei Pringsheim über Pflanzenanatomie. Von 1863 bis zu seiner Pensionierung Ostern 1905 gehörte er dem Lehrerkolleg des Gymnasiums Gleichense in Ohrdruf an.
Thomas war seit dem 30. Mai 1865 mit Bertha Hederich († November 1915), Tochter des Apothekers Hederich in Gotha, verheiratet. Aus der Ehe stammen zwei Söhne: Ernst, verstorben im Alter von sechs Jahren, und Paul, Mitarbeiter an der Reichsanstalt für Maß und Gewicht in Berlin.

## Ehrungen
Friedrich Thomas war Inhaber des Herzoglich Sächsischen Ritterkreuzes II. Klasse und erhielt 1913 die Goldene Carl-Eduard-Medaille für Kunst und Wissenschaft verliehen. Zum 25-jährigen Bestehen des Thüringischen Botanischen Vereins wurde er 1908 zum Ehrenmitglied ernannt und im Oktober 1914 zum Ehrenmitglied des Botanischen Vereins der Provinz Brandenburg gewählt. Die Ernennung zum Mitglied der Leopoldina für die Fachsektion Botanik erfolgte am 29. April 1876.
Folgende Taxa wurden nach ihm benannt: die Arten Aceria thomasi (Nalepa, 1889), Colopelma thomasii (Löw, 1888), Dasineura thomasiana (Kieffer, 1888), Eriophyes thomasi (Nalepa, 1899) und die Gattung Thomasiella (Rübsaamen, 1915).

## Werke (Auswahl)
Hermann Harms listet in seinem Nekrolog 206 Veröffentlichungen für Friedrich Thomas.
- De foliorum frondosorum Coniferarum structura anatomica. Dissertation inauguralis phytotomica. Typis expressit Gustavus Schade, Berolini 1863 (Latein, hathitrust.org).
- Verzeichnis der Schriften über deutsche Zoocecidien und Cecidozoen bis einschliesslich 1906. In: Ew. H. Rübsaamen, H. Hedicke (Hrsg.): Die Zoocecidien, durch Tiere erzeugte Pflanzengallen Deutschlands und ihre Bewohner. Band 1, 1. Lieferung. E. Schweizbartsche Verlagsbuchhandlung, Stuttgart 1911, S. 1–104.
- Das Elisabeth Linné-Phänomen (sogenanntes Blitzen der Blüten) und seine Deutungen. Zur Anregung und Aufklärung, zunächst für Botaniker und Blumenfreunde. Mit einer kleinen Farbtafel. Gustav Fischer, Jena 1914.